# ديك أوكيف
ديك أوكيف (بالإنجليزية: Dick O'Keefe)‏ مواليد 29 سبتمبر 1923 - الوفاة 17 ديسمبر 2006، كان لاعب كرة سلة أمريكي. بدأ مسيرته الاحترافية في سنة 1947. تم اختياره من قبل فريق واشنطن كابيتولز خلال الدرافت. بلغ طوله 6 قدم 2 بوصة (1.9 م). اعتزل اللعب في 1951.

## روابط خارجية
- ديك أوكيف على موقع إن بي أي (الإنجليزية)
- ديك أوكيف على موقع سبورتس رفرنس (الإنجليزية)
- ديك أوكيف على موقع ريلجم (الإنجليزية)
- ديك أوكيف على موقع بروبوليرز (الإنجليزية)